# Werner Brändle

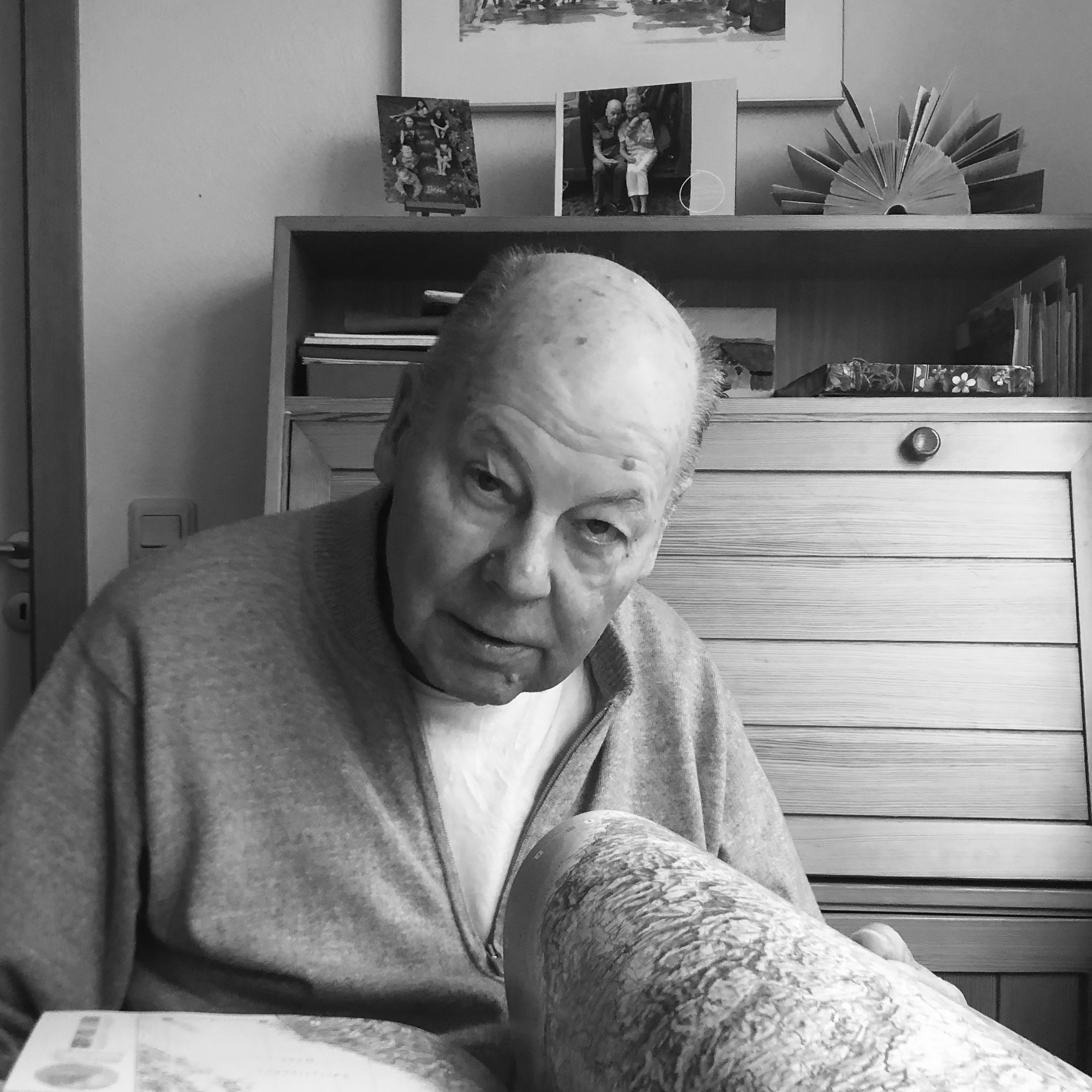
Werner Brändle 2019

Werner Brändle (* 15. Oktober 1941 in Esslingen am Neckar; † 5. März 2022 auf der Insel Reichenau) war ein deutscher evangelischer Theologe, Literaturwissenschaftler und Hochschullehrer.

## Leben
Brändle studierte von 1963 bis 1968 evangelische Theologie an der Universität Tübingen sowie an der Universität Marburg u. a. bei Gerhard Ebeling, Ernst Käsemann, Carl Heinz Ratschow und Ernst Fuchs und schloss den Ausbildungsgang zum pfarramtlichen Dienst mit dem Ersten und Zweiten theologischen Examen (1968/1971) und der Ordination (1970) ab. Anschließend studierte er Literaturwissenschaft und Philosophie, legte das Erste und Zweite Staatsexamen für die Fächer Deutsch und Evangelische Religion für das Lehramt an Gymnasien ab (1973/1976) und promovierte in Tübingen mit einer Arbeit zu Martin Walsers dramatischen Stücken (1975) zum Dr. phil.
An der Universität Osnabrück übernahm er 1976 eine wissenschaftliche Assistentur und promovierte 1980 an der evangelisch-theologischen Fakultät der Westfälischen Wilhelms-Universität Münster mit der Arbeit Rettung des Hoffnungslosen. Die theologischen Implikationen der Philosophie Theodor W. Adornos. Von 1986 bis 1989 war er Dozent am Religionspädagogischen Institut Loccum und habilitierte sich 1989 an der Kirchlichen Hochschule Bethel im Fach Systematische Theologie mit der Arbeit Heilvolle Nähe Gottes. Studien zu einer theologischen Theodizee. 1989 wurde Brändle auf den Lehrstuhl für Systematische Theologie und Religionspädagogik an der Universität Hildesheim berufen, den er bis zu seiner Emeritierung im Frühjahr 2007 innehatte. Von 1998 bis 2000 war er zudem Vizepräsident der Universität.
Brändle lebte und arbeitete seit 2007 in Oberzell auf der Reichenau am Bodensee. Er war verheiratet und hat zwei erwachsene Söhne. Er starb im Alter von 80 Jahren am 5. März 2022 auf der Insel Reichenau.

## Wirken
Brändles wissenschaftliche Beiträge waren bestimmt durch das Gespräch zwischen Theologie, Literaturwissenschaft und Philosophie. Die Verleihung der Ehrenpromotion an Martin Walser durch die Universität Hildesheim, ebenso die Festreden zum 70. Geburtstag Walsers und die Ringvorlesung gingen auf Brändles Initiative zurück. Für seine zahlreichen theologischen und religionspädagogischen Publikationen sind trinitätstheologische Perspektiven charakteristisch und bestimmend, die auch im Blick auf eine christliche Antwort auf das Theodizeeproblem zur Geltung gebracht werden.

## Schriften (Auswahl)
- Die dramatischen Stücke Martin Walsers. Variationen über das Elend des bürgerlichen Subjekts (= Stuttgarter Arbeiten zur Germanistik). Stuttgart 1978.
- Rettung des Hoffnungslosen. Die theologischen Implikationen der Philosophie Th. W. Adornos. Göttingen 1984.
- Heilvolle Nähe Gottes. Studien zu einer theologischen Theodizee. .
- Taschenbuch theologischer Fachwörter. Gütersloh 1990.
- Arbeitsbuch zur Bibel – Unterrichtswerk für den Sekundarbereich II. Hannover 1993.

Als Herausgeber und Mitautor:
- Das Sauspiel. Szenen aus dem 16. Jahrhundert. Mit Materialien. Frankfurt a. M. 1978.
- (mit Horst Georg Pöhlmann:) Religionsphilosophie. Eine Einführung mit ausgewählten Texten. Gütersloh 1984.
- (mit Ralf Stolina:) Geist und Kirche. Festschrift für Eckhard Lessing. Frankfurt a. Main 1995.
- (mit Gottfried Leder und Dieter Lüttge:) Toleranz und Religion. Perspektiven zum interreligiösen Gespräch (= Hildesheimer Beiträge zu den Erziehungs- und Sozialwissenschaften, 36), Hildesheim 1996.
- (mit Gerhard Wegner:) Unverfügbare Gewißheit. Protestantische Wege zum Dialog der Religionen. Luth. Verl.-Haus, Hannover 1997.
- Identität und Schreiben. Eine Festschrift für Martin Walser. Ringvorlesung an der Universität Hildesheim im Wintersemester 1996/97. Olms, Hildesheim 1997.
- Mit Theo Keller: Die Macht der Bilder: Die ottonischen Wandbilder in der Kirche St. Georg auf der Klosterinsel Reichenau. Beuron 2011.